# Martin Lukeš
Martin Lukeš (ur. 17 listopada 1978 w Bruntálu) – czeski piłkarz występujący na pozycji pomocnika.

## Kariera klubowa
Lukeš treningi rozpoczął w Slavoju Bruntál. W 1989 roku przeszedł do juniorów Baníka Ostrawa, a w 1997 roku został włączony do jego pierwszej drużyny, grającej w pierwszej lidze czeskiej. Barwy Baníka reprezentował przez sześć sezonów, a potem odszedł do także pierwszoligowej Slavii Praga. Spędził tam sezon 2003/2004, a potem wrócił do Baníka, w którym grał do końca kariery w 2014 roku. W sezonie 2004/2005 zdobył z nim Puchar Czech.

## Kariera reprezentacyjna
W reprezentacji Czech Lukeš zadebiutował 22 kwietnia 1998 w wygranym 3:1 towarzyskim meczu ze Słowenią, w którym strzelił też dwa gole, które jednocześnie były jego jedynymi w kadrze. W drużynie narodowej rozegrał 2 spotkania, oba w 1998 roku.